# Байлот, Роберт
Роберт Байлот (англ. Robert Bylot; ? — 23 января 1622) — английский мореплаватель.
В 1615 году ему поручена экспедиция по поиску Северо-Западного пути в Индию. На корабле «Дискавери» он подошёл к острову Резольюшен 30 мая и в июне открыли у северного берега пролива группу островков Савидж, а у выхода из пролива — острова Ноттингем, Солсбери и Милл, закартографировав южный берег острова Баффинова Земля.
Тем не менее, надежды на открытие Северо-Западного пути в Индию не оправдались. Позже поступил на службу Британской Ост-Индской компании, будучи штурманом, он сделал обзоры Красного моря и Персидского залива. В англо-персидском компании при осаде Ормуза 23 января 1622 года Роберт был убит.
В честь Роберта Байлота назван один из островов Канадского Арктического архипелага.